# Densiporidae
Densiporidae zijn een familie van mosdiertjes (Bryozoa) uit de orde van de Cyclostomatida.

## Geslachten
- Densipora MacGillivray, 1881
- Favosipora MacGillivray, 1885
- Flosculipora MacGillivray, 1887